# Heterocoelia
Heterocoelia is een geslacht van vliesvleugelige insecten van de familie platkopwespen (Bethylidae).

## Soorten
- H. carcelii (Westwood, 1874)
- H. foenaria (Nagy, 1968)
- H. halidaiella (Westwood, 1874)
- H. halidaii (Westwood, 1874)
- H. hispanica (Cameron, 1888)
- H. hungarica (Kieffer, 1906)
- H. levicollis (Kieffer, 1906)
- H. nagyi (Moczar, 1969)
- H. nigriventris (Dahlbom, 1845)
- H. nitida (Kieffer, 1906)
- H. ruficollis (Kieffer, 1906)
- H. scutellaris (Kieffer, 1906)